# Сантарем (сыр)
Сантаре́м (порт. Santarém) — сорт сыра, который производят из козьего молока в некоторых районах Португалии, особенно в округе Сантарен и Серра-ди-Санту-Антониу. Его употребляют созревшим, в виде маленьких цилиндровых порций весом до 150 гр, после того, как он в течение некоторого времени пропитается оливковым маслом.
Название сыра происходит от города Сантарен (столицы исторической провинции Рибатежу), расположенного в 180 км к северу от Лиссабона.